# Janus (gud)
 For alternative betydninger, se Janus. (Se også artikler, som begynder med Janus)
Janus er den romerske gud for al begyndelse og afslutninger. 
Man har ment, at januar er opkaldt efter ham; men gamle romerske almanakker viser, at måneden oprindeligt var opkaldt efter Juno, gudernes dronning. Janus' fest blev dog fejret 9. januar under navnet agonium, hvor man ofrede en vædder i Regia (på Forum Romanum), som man tænkte sig, havde været kong Numa Pompilius' bolig. Denne ceremoni mentes at være indstiftet af kong Numa selv.
Janus blev påkaldt som den første af guderne i liturgier, ovenikøbet foran Jupiter. Rækkefølgen var: "Janus, Jupiter, fader Mars, Quirinus" - på latin: "Jane, Iupiter, Mars pater, Quirine". (Quirinus var sabinernes gud på Quirinalhøjen i Rom.)
Starten af dagen, måneden og året var viet til ham. Man har tænkt sig, at der måske var en tidlig kult til hans ære på Janiculum-højden i Rom, idet de gamle romere tolkede navnet Janiculum som "Janus' by".
Janus og en vandnymfe fra Latium, Camasene, var forældre til Tiberinus, der druknede i floden Albula, som derfor blev opkaldt efter ham under navnet Tiberen.
Janus var en gammel, rent italisk guddom, uden nogen parallel i græsk mytologi. Janus blev tilbedt tilbage i  Romulus' tid og før grundlæggelsen af Rom. Hos romerne optrådte han som vogter af døråbninger (januae) og fritstående, ceremonielle buegange (jani), som der fandtes mange af i Rom. Overtroen knyttet til en romersk hærs afrejse skabte idéen om heldige og uheldige måder at marchere gennem en janus på. Den mest berømte i Rom var Janus Geminus (= Janus tvillingen), som var Janus' helligdom på den nordlige side af Forum. Det var en enkel bygning i bronze med dobbelte døre i hver ende. Disse blev kun lukket, når der var fred i Romerriget. Historikeren Livius hævdede, at de kun havde været lukket to gange i løbet af tiden fra kong Numa Pompilius i 600-tallet f.Kr. og Augustus.
Selv om Janus som regel karakteriseres ved to ansigter, der kigger i hver sin retning (Janus Geminus eller Bifrons), optrådte han enkelte steder som Janus Quadrifrons (Janus med fire ansigter). Tidlige romerske mønter bærer hans portræt med to ansigter, det ene skægget og det andet glatbarberet. Langt senere, i renæssancen, kom de to ansigter til at symbolisere ikke kun fortid og fremtid, men også visdom.
De to ansigter giver ham overblik og gør ham i stand til at se både frem og tilbage på samme tid. Han kan se en sag fra to sider – han er objektiv og uvildig.
Janus symboliserede forandring og overgange som fra fortid til fremtid, fra en tilstand til en anden, fra en vision til en anden og fra et univers til et andet. Derfor blev Janus tilbedt ved begyndelsen af indhøstningen samt ved såtiden, så vel som ved bryllupper, fødsler og andre begyndelser.
På engelsk fik man ordet janitor, fra 1620'erne med betydningen "dørvogter", fra latin ianitor med den samme betydning.